# Obélisque de Rheinsberg

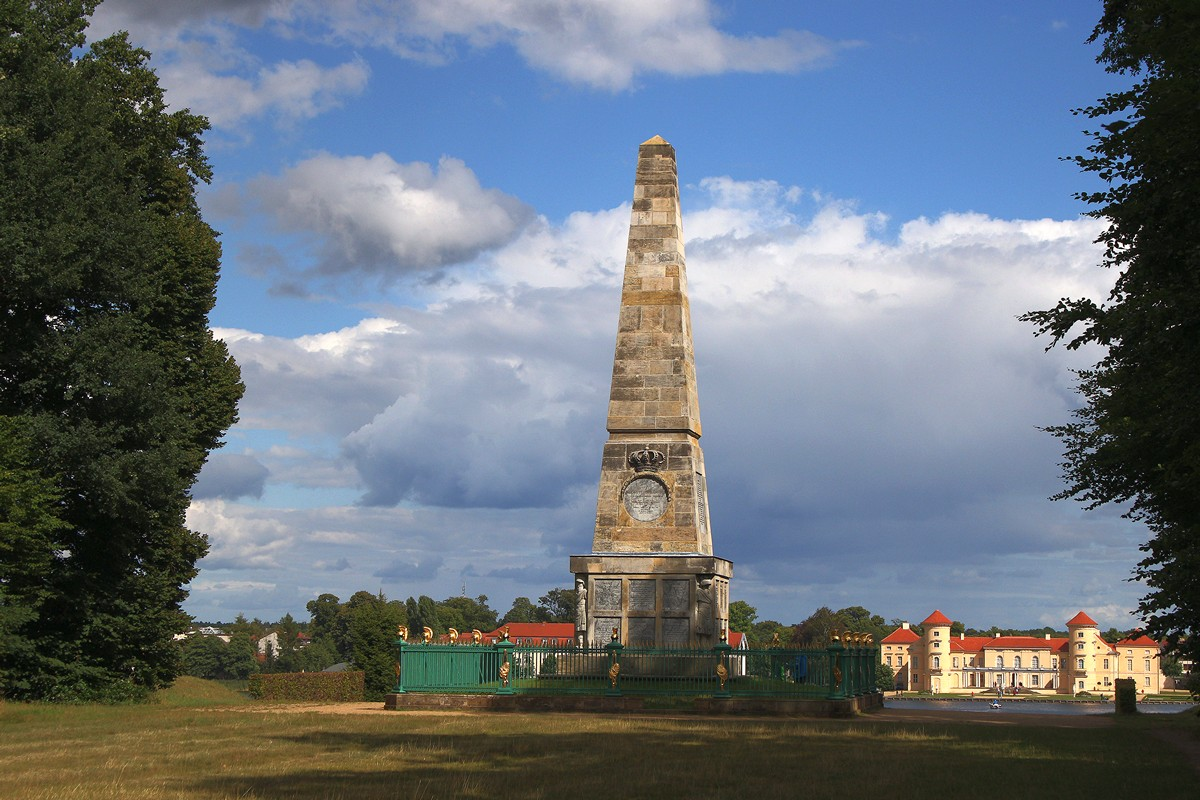
L'obélisque de Rheinsberg dans la ligne de mire du château de Rheinsberg

L'obélisque de Rheinsberg est un monument héroïque à Rheinsberg dans le Brandebourg, situé dans le parc du château de Rheinsberg. Il honore le deuxième fils du roi soldat et 28 participants à la guerre de Sept Ans.

## Emplacement et importance
L'obélisque se dresse sur une colline à Grienericksee (de) en face du château de Rheinsberg. Henri de Prusse l'édifie au début des années 1790 en l'honneur de son frère Auguste-Guillaume de Prusse. La façade avant porte un portrait en relief du prince et l'inscription : À L’ÉTERNELLE MÉMOIRE D’AUGUSTE WILHELM PRINCE DE PRUSSE, SECOND FILS DU ROI FRÉDÉRIC GUILLAUME. Mais ce n'est pas seulement au prince que le monument est érigé, mais aux héros prussiens de la guerre de Sept Ans en général, à tous ceux qui, comme le dit une deuxième inscription, "ont mérité par leur bravoure et leur perspicacité qu'on se souvienne d'eux à jamais". Le prince Henri dédie à chacun des officiers une inscription rédigée en français sur une plaque commémorative individuelle.
Theodor Fontane commémore le monument lors de ses Wanderungen durch die Mark Brandenburg (de). Fontane interprète le fait que, selon le prince Henri, il honore ceux qui ne sont pas dûment honorés par Frédéric II, comme un acte d'opposition au roi.

## Inscriptions
1. James Keith
2. Curt Christophe de Schwerin
3. Léopold Ier d'Anhalt-Dessau
4. Auguste-Ferdinand de Prusse
5. Friedrich Wilhelm von Seydlitz
6. Hans Joachim von Zieten

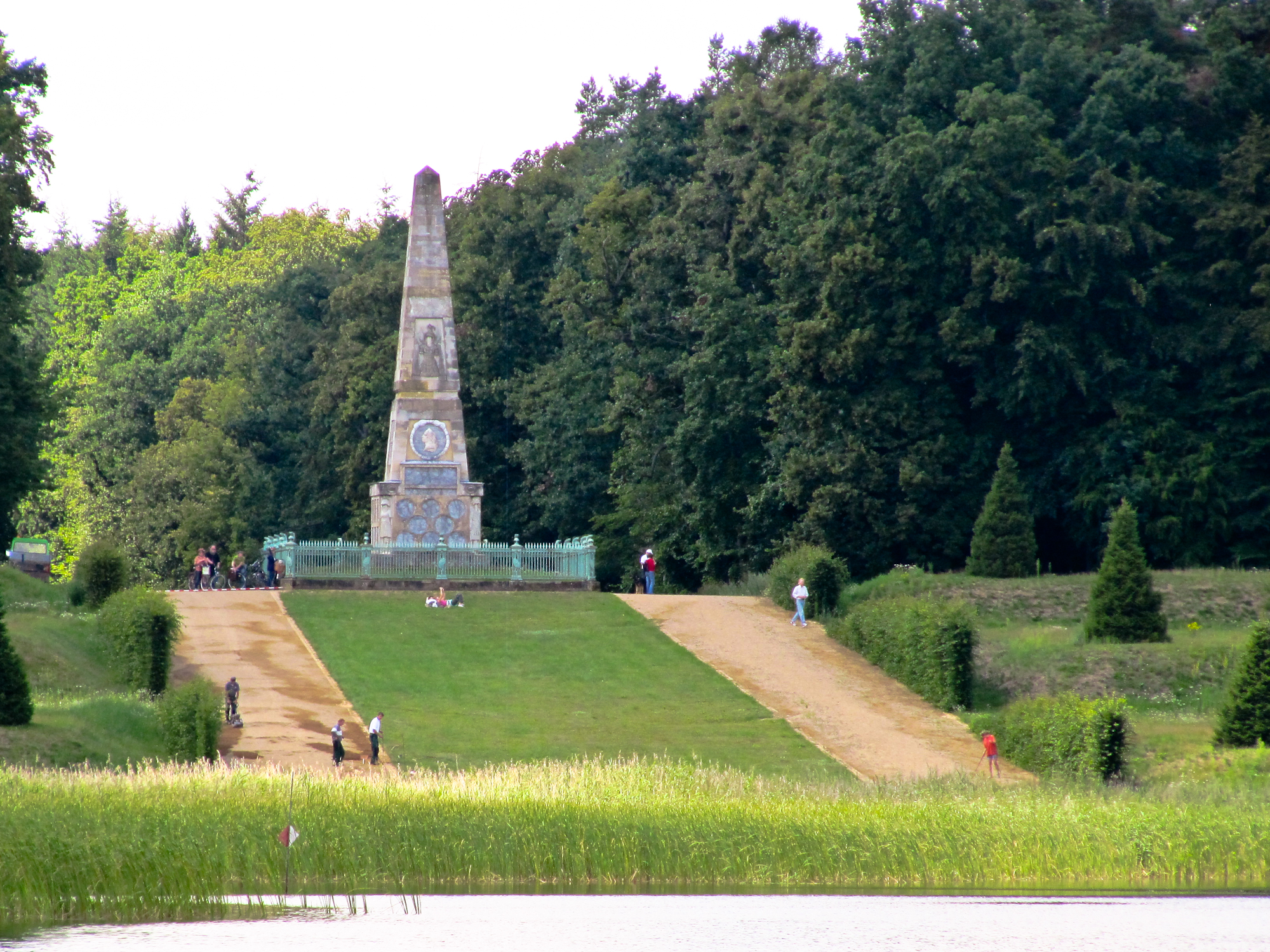
Vue de l'obélisque depuis le lac

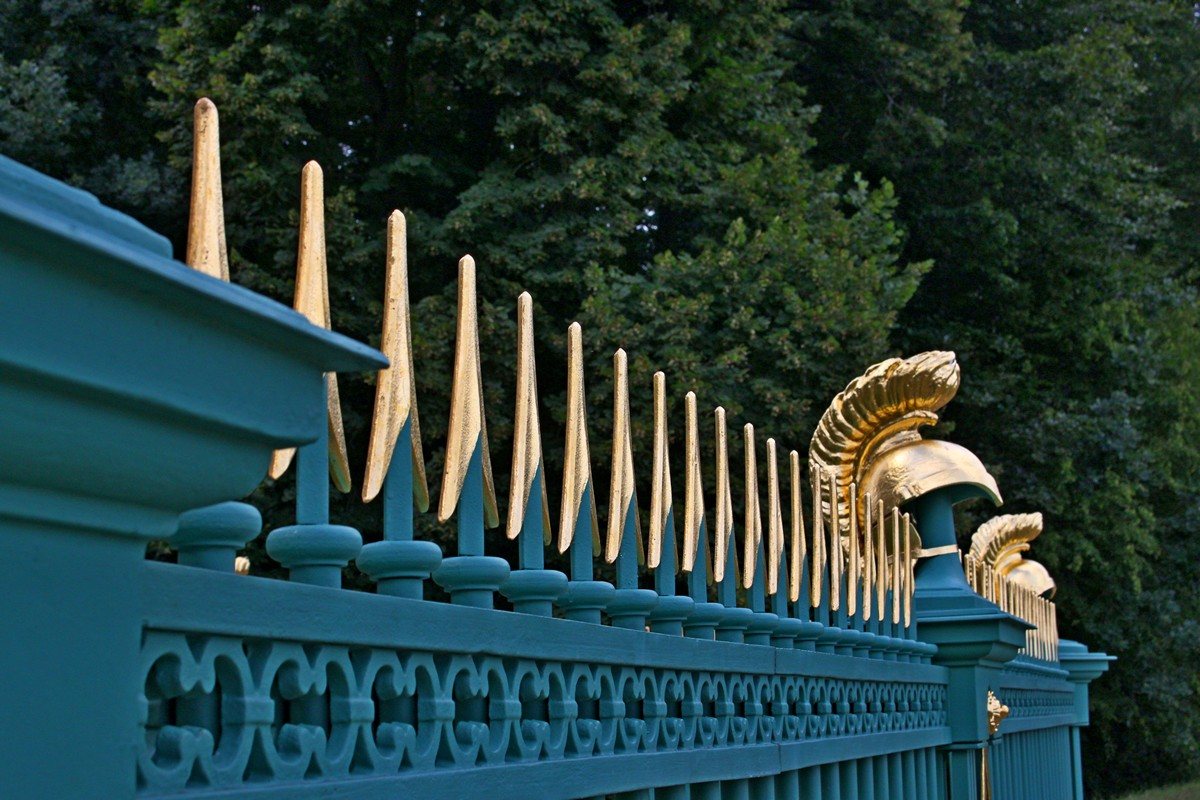
Enclos

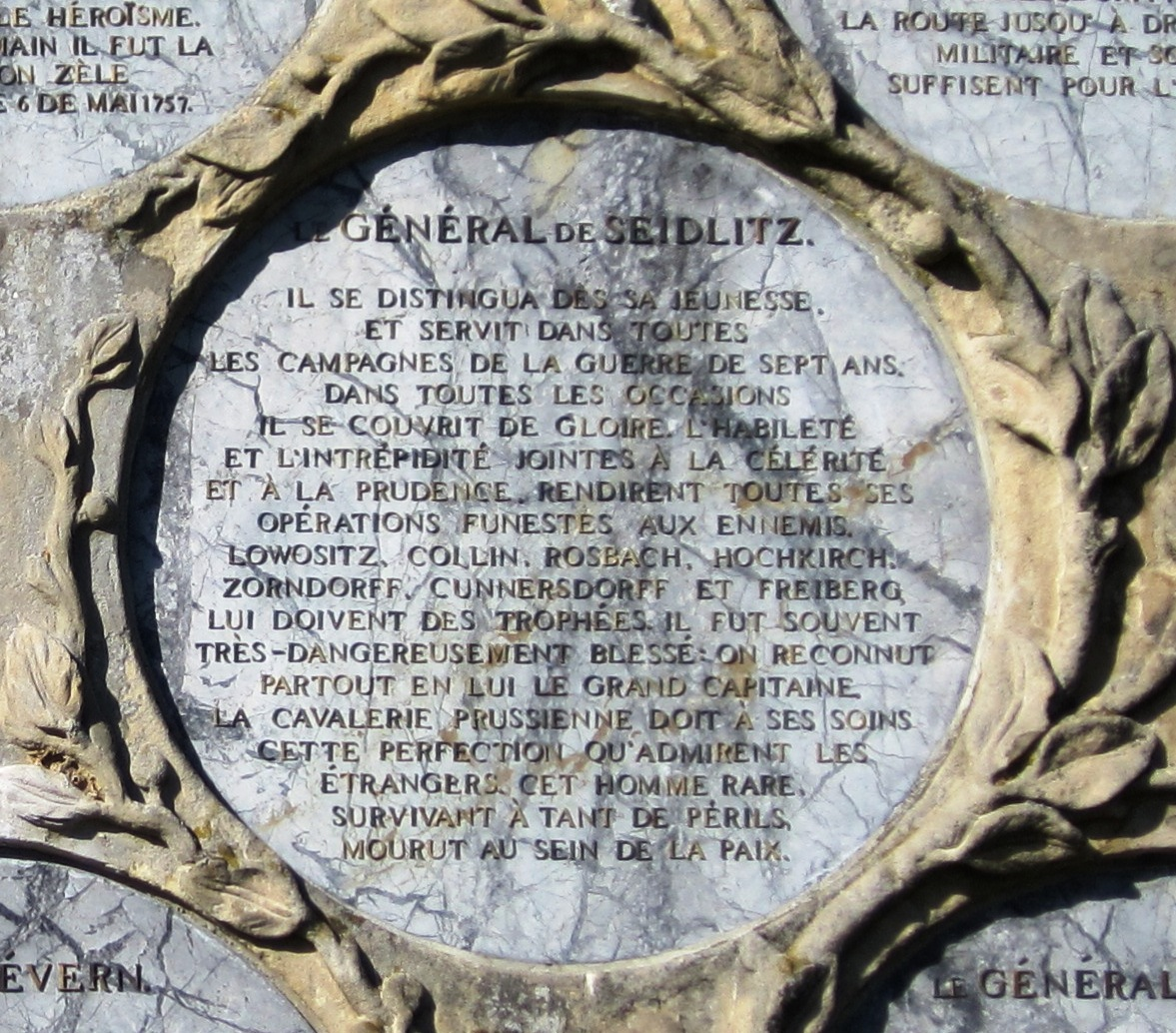
Plaque d'honneur pour Friedrich Wilhelm von Seydlitz

7. Auguste-Guillaume de Brunswick-Bevern
8. Dubislaw von Platen
9. Georg Vivigenz von Wedel (de)
10. Johann Dietrich von Hülsen
11. Friedrich Bogislav von Tauentzien
12. Wichard von Möllendorff
13. Heinrich Karl Ludwig Herault de Hautcharmoy (de)
14. Wolf Friedrich von Retzow
15. Moritz Franz Kasimir von Wobersnow (de)
16. Johann Jakob von Wunsch
17. Friedrich Christoph von Saldern
18. Joachim Bernhard von Prittwitz
19. Friedrich Wilhelm Gottfried Arnd von Kleist (de)
20. Karl Wilhelm von Dieskau (de)
21. Johann Ludwig von Ingersleben
22. Viktor Amadeus Henckel von Donnersmarck
23. Henning Bernd von der Goltz (de)
24. Heinrich Georg von Blumenthal (de)
25. Friedrich Wilhelm von Roeder
26. Georg Wilhelm von der Marwitz (de)[1]
27. Georg Werner von Dequede (de)
28. Balthasar Alexander von Platen (de)